# Kay Sabban
Kay Sabban (26 luglio 1952 – Amburgo, 6 agosto 1992) è stato un attore tedesco, che fu attivo prevalentemente in campo televisivo.
Il suo ruolo più famoso fu quello di Neithardt Köhler nella serie televisiva poliziesca 14º Distretto (Großstadtrevier), ruolo interpretato per 53 episodi dal 1986 al 1992, anno della prematura scomparsa. Apparve inoltre, tra l'altro, come guest-star in vari episodi della serie televisiva Tatort tra il 1985 e il 1992.
Fu per un breve periodo (1983-1986)  il marito dell'attrice e doppiatrice Carolin van Bergen (1964-1990), la figlia degli attori Ingrid van Bergen e Michael Hinz.

## Biografia

### Morte

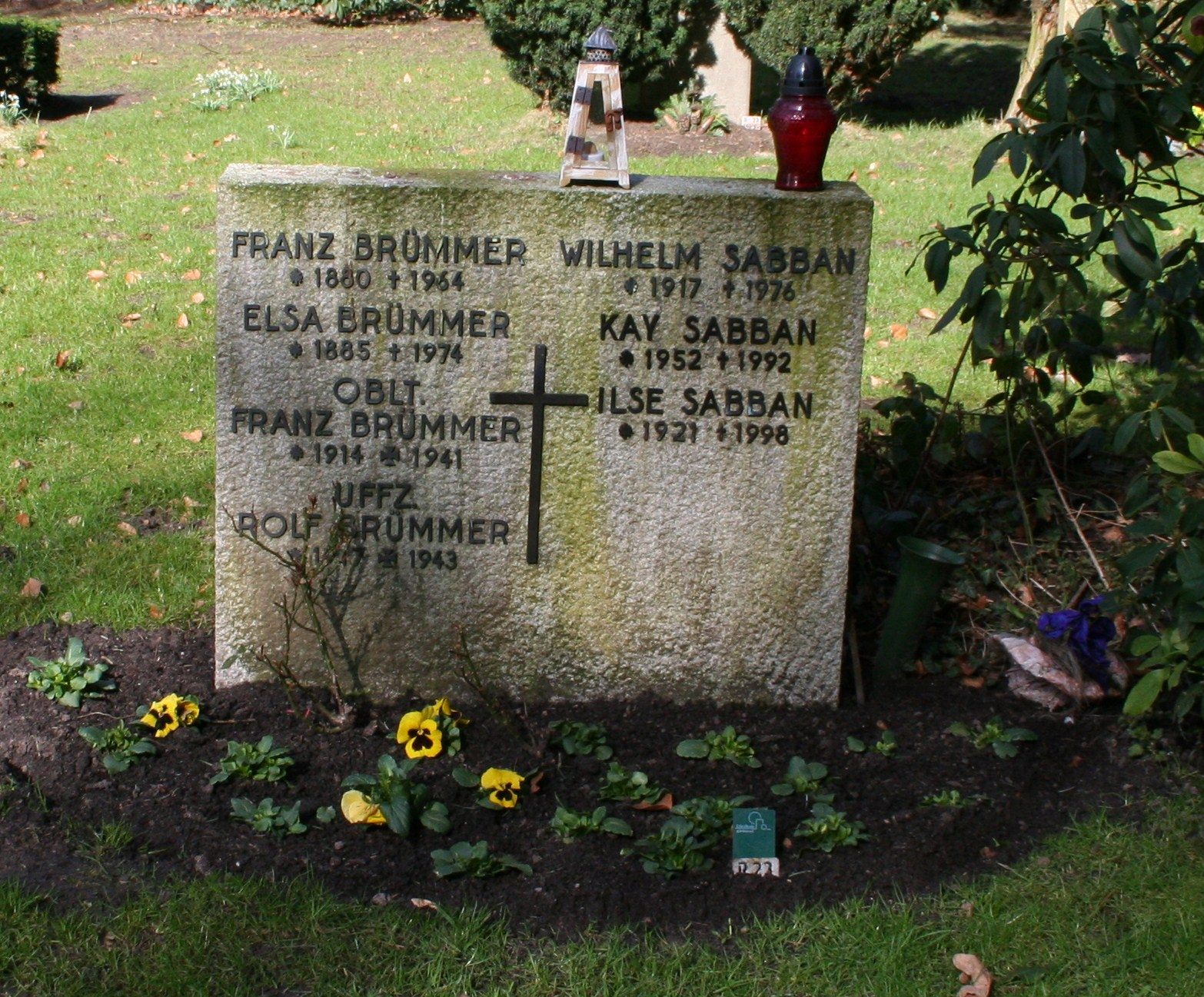
La tomba di Kay Sabban

Kay Sabban muore improvvisamente ad Amburgo il 6 agosto 1992, a causa di un'embolia polmonare, durante le registrazioni del 55º episodio della serie 14º Distretto a soli 40 anni.

## Filmografia
- Schaurige Geschichten - serie TV, 1 episodio (1976) - ruolo: István
- Tatort - serie TV, 1 episodio (1981)
- St. Pauli-Landungsbrücken - serie TV, 1 episodio (1982)
- Tatort - serie TV, 1 episodio (1982)
- Steckbriefe - serie TV, 1 episodio (1982)  - Klaus Mautner
- Tatort - serie TV, 1 episodio (1985) - Alex
- ...Erbin sein - dagegen sehr, serie TV, episodi vari (1985)
- Tante Lilly, serie TV, episodi vari  (1986)
- 14º Distretto (Großstadtrevier), serie TV, 53 episodi (1986-1992) - Neithardt Köhler
- Tatort - serie TV, 1 episodio (1989) - Kripo
- Hotel Paradies, serie TV, 4 episodi (1990) - Peter
- Tatort - serie TV, 1 episodio (1991)
- Insel der Träume - serie TV, 1 episodio (1991)
- Tatort - serie TV, 1 episodio (1991) - Freddy Meissen
- Ein Heim für Tiere - serie TV, 1 episodio (1991) - Rufi Hochleitner
- Tatort - serie TV, 1 episodio (1992)

## Radiodrammi[6]
- Garfield, 8 episodi (1988) - narratore
- Garfield, 1 episodio (1988) - Pulle
- Garfield, 1 episodio (1988) - gatto
- Tom & Jerry, 1 episodio (1990) - narratore